# 스포츠의 날
스포츠의 날 또는 체육의 날은 체육이나 스포츠의 중요성을 알리는 기념일이다.
스포츠의 날은 각국의 스포츠팀과 스포츠 전통을 기리기 위해 여러 나라에서 기념하는 공휴일이다. 이날 다양한 연령대의 사람들이 카바디, 마라톤, 농구, 하키 등과 같은 스포츠에 참여한다.
- 대한민국: 스포츠의 날 (대한민국)
- 일본: 스포츠의 날 (일본)